# Jevgenij Sjeljakin
Jevgenij Sjeljakin (russisk: Евге́ний Влади́мирович Шеля́кин) (født 18. september 1976 i Krasnodar i Sovjetunionen) er en russisk filminstruktør, manuskriptforfatter og skuespiller.

## Filmografi
- Pjatnitsa (Пятница, 2016)[1][2]
- Happy End (Хэппи-энд, 2020)